# Земунска брда
Земунунска брда су три лесна брега, Гардош, Ћуковац и Калварија, која географски припадају сремској заравни, и југоисточном делу Срема, на десној обали Дунава, недалеко од ушћа Саве. Она својим изгледом и надморском висином од 116 m одскачу од осталог простора. Иако су у саставу Београда и Новог Београда на овој страници биће приказане као посебне предеоне целине, на којима је зачето прво насеље Земуна још у праисторији.

## Теорија настанка Земунских брда
Лес се на овим просторима нагомилао током Леденог доба када су велике реке преносиле финозрни материјал настао глацијалном ерозијом и физичким разоравањем геолошких наслага, углавном у планинским пределима. Ношена ветром, ова лесна прашина је формирана депонованањем дебеле наслаге леса, током процес који је трајао хиљадама година.

## Значај
Лесни брегови или брда Земуна како их многи називају, су изузетно вредно природно добро, с обзиром да се на овим профилима јасно виде трагови постанка земље у последњих милион година. У том смислу проучавање геоморфологије лесних наслага је веома захвално јер је у њима „записана” целокупна фосилна историја Земуна, која је научницима дала драгоцене информације о прошлости овог града, јер је лес као геоморфолошки седимент са фосилним наслагама тај  уз чију помоћ је била могућа реконструкција прилика које су владале током његовог акумулирања. 
Наслаге Сремског леса у околини Земуна показују да се палеоеколошко (праисторијско) окружење овог простора мењало у распону од тундре до травнате и шумовите степе. Да је снажна стопа акумулација лесне прашине и скоро непоремећена смена лесних и палеоземљишних хоризоната који се срећу у пресецима и одсецима сва три земунска лесна брега представљају природни раритет и у глобалном смислу и даље привлаче пажњу истраживача из целог света.

## Положај
Земунска лесна брда размештен на десној обали Дунава, у непосредној близини ушћа Саве у Дунав, у целини имају обележје низије. Као део велике природне целине – Панонске низије, са панонским природним обележјима. Мало која тачка земунских брда прелази висину од 120 m надморске висине.
Простор земунске општине састоји се од три алувијалне равни степенасто поређаних: алувијалне равни Дунава, нешто више лесне терасе, још вишег лесног одсека и највише лесне заравни. Лесни одсеци су настали бочном ерозијом Дунава и Саве местимично
рашчлањени терасма и сурдуцима. Лесна зараван има највеће пространство с обзиром да заузима територију општине Земун од горњих делова града до граница са суседним сремским општинама.

## Земунска брда
| Назив     | Слика | Положај | Опис |
| --------- | ----- | --- | --- |
| Гардош    |       | Гардош који се скоро вертикално уздиже изнад десна обале Дунава, у облику полумесеца и наставља се брдом Ћуковац                                                        | Гардош је пре свега познат по том што је на њему, основана једна од првих насеобина а касније и тврђава око које се формирало стамбено насеље „Гардош”, познато по својим кратким и уским улицама и степеништима и гробљу. У подземљу брда налази се мрежа подземних лагума, која датира из периода аустријске владавине у Земуну. Ови лагуми повезују Ћуковац, Мухар и Гардош. Брду Гардош данас прети опасност од клизишта проузрокованих неадекватном градњом, непостојањем канализације и лагумима који су испод њега ископани а који се данас ненаменски користе што повећава нестабилност ионако растреситог лесног терена. |
| Ћуковац   |       | Ћуковац се налази између два лесна брега, Гардоша, који се простире ка северу, и Калварија, која се простире ка југу, стварајући брдовите формације у облику полумесеца | Брдо је добило име по птици Ћук, вероватно зато, што се ова птица гнездила у овом глиновитом брду на коме се данас налази истоимено насеље. У подземљу брда налази се мрежа подземних лагума, која датира из периода аустријске владавине у Земуну. Ови лагуми повезују Ћуковац, Мухар и Гардош. Након Другог светског рата, становници су почели да граде Ћуковац, потпуно несвесни лагума који се налазе испод брда и који покривају површину од 450 m². Како у то време није постојао канализациони систем, они су изградили септичке јаме и сакупљали кишницу, што је деценијама касније земљиште претворило у мокро. На крају су зидови и куће постале нестабилне, и многе фасаде и зидови су се урушавали. 1988. године, градске власти су коначно интервенисале, јер су куће у три улице почеле да тону. Бушене су рупе да би се површина повезала са највећим лагумиом. Кроз 23 бушотине су сипане велике количине бетона у лагум, који је том приликом уништен. Лагум су пунили бетоном све док површина тла није постала стабилна. |
| Калварија |       | Калварија се простире на североисток до Гардоша, а на југозапад до Бежанијске косе                                                                                      | Калварија је добила назив по католичком „крижном путу“ који је ту стајао од краја 18. века до после Другог светског рата. У међуратном периоду на Калварији је било доста винограда, вила и летњиковаца богатијих Земунаца, јер је овај део града сматран крајњом периферијом. Тек после Другог светског рата плато Калварије се густо урбанизује и улази потпуно у склоп Земуна који се све брже шири, због своје лепоте и велелепних приватних кућа названо је Земунско Дедиње. |